# Князья дорогобужские
Князья Дорогобужские — младшая ветвь тверских князей. Долгое время считалось, что они держали одноимённый удел Великого княжества Тверского с центром в Дорогобуже, ассоциировавшимся Карамзиным с селом Дорожаево. Однако в связи с отсутствием летописных свидетельств о существовании города Дорогобуж в Тверском княжестве, на данный момент считается, что данное название младшая ветвь тверских князей обрела в результате временного правления князя Андрея Дмитриевича в смоленском Дорогобуже. Центром их тверского удела, скорее всего, являлся город Клин, вокруг которого до 1418 года существовало Клинское княжество. Род внесён в Бархатную книгу.

## История
Родоначальник Константин Михайлович (1306—1345), 3-й сын великого князя Михаила Ярославича. При его сыновьях удел разделился на 2 части. Из них бездетный Семён Константинович (ум. 1364) завещал свой удел двоюродному брату, Михаилу Александровичу Микулинскому, обойдя таким образом права родного брата, Еремея Константиновича (ум. 1372).
Потомки Еремея правили в Дорогобужском уделе до 1485 года, когда Осип Андреевич перешёл в московское подданство, а его удел был присоединён к Московскому княжеству. В 1495 году он получил чин боярина. Его сын, Иван Пороша был воеводой в нескольких походах и погиб (1530) под Казанью. Половцев при этом указывает, что Иван «в 1552 году участвовал в походе царя Ивана IV под Казань и там в одной из стычек с татарами был убит». 
Иван оставил двух сыновей, из которых Иван казнён по приказу Ивана Грозного (1547), Дмитрий по родословным умер бездетным, хотя П. Н. Петров не исключал, что от него могли происходить нетитулованные дворяне Порошины. Сестра Ивана Пороши, неизвестная по имени, была замужем за князем Иваном Фёдоровичем Овчиной Телепневым-Оболенским, фаворитом Елены Глинской, матери Ивана Грозного.
Ветвью князей Дорогобужских был угасший во второй половине XVI века род князей Чернятинских, родоначальником которых был Иван, сын князя Дмитрия Еремеевича Дорогобужского.

## Представители
- Константин Михайлович (1306—1345) — Великий князь Тверской (1328—1338, 1339—1345), XIII колено от Рюрика, третий сын великого князя Владимирского и Тверского Михаила Ярославича.
  - Симеон Константинович, умер в 1364 году от моровой язвы бездетным и завещал свой удел двоюродному брату, Михаилу Александровичу Микулинскому, обойдя таким образом права родного брата, Еремея Константиновича.
  - Еремей Константинович (ум. 1372). 
    - Дмитрий Еремеевич, при жизни отца принимал участие в борьбе Твери с Москвою: вместе с тверскими воеводами ходил против московского войска на реку Кистму (1372), захватил там московских воевод и привёл их в Тверь. По смерти отца (ум. 1373) получил княжение (ум. 1407). Имел двух сыновей — Андрея, получившего отцовские владения, и Ивана, получившего удел Чернятинский и сделавшегося родоначальником князей Чернятинских, и двух дочерей, из которых младшая, Евдокия, была замужем за великим князем тверским Иваном Михайловичем[5].
      - Андрей Дмитриевич, некоторое время правил смоленским Дорогобужем, из-за чего род впоследствии стал называться Дорогобужскими. У него было два сына: Осип (Иосиф) и Юрий (Георгий), хотя некоторые родословные говорят и о третьем — Иване-Милославе[5].
        - Юрий (Георгий) Андреевич, сын князя Андрея Дмитриевича, 6-й князь дорогобужский; в 1471 году, когда великий князь московский Иван III отправился в поход на Новгород и просил помощи у великого князя тверского Михаила Борисовича, Георгий Андреевич по поручению последнего со вспомогательным тверским войском присоединился в Торжке к московскому войску и вместе с Иваном ходил к Новгороду[5].
        - Осип Андреевич (ум. 1530) — последний удельный князь дорогобужский (1437—1485), московский боярин (с 1495), московский воевода; жена с ок. 1486 на Анастасии, дочери Михаила Андреевича, князя Верейского; сын Иван Пороша и дочь, жена князя Ивана Фёдоровича Овчины Телепнева-Оболенского.
          - Иван Осипович Пороша (ум. 1530), погиб под Казанью в одной из стычек с татарами; жена: Мария, дочь Василия Андреевича Челяднина[3]
            - Иван Иванович Порошин Дорогобужский (ум. 1547)
            - Дмитрий Иванович Порошин

    - Иван Еремеевич. В русских летописях упоминается только один раз — (1407) он со своей дружиной участвовал, совместно с другими тверскими князьями, в походе великого князя московского Василия Дмитриевича против литовского князя Витовта[6].